# Vadodara (Distrikt)
Der Distrikt Vadodara (Gujarati વડોદરા જિલ્લો) ist ein Distrikt im westindischen Bundesstaat Gujarat. Verwaltungssitz ist die gleichnamige Stadt Vadodara. 2013 wurde der Distrikt Chhota Udepur aus Vadodara ausgegliedert.

## Geographie und Klima

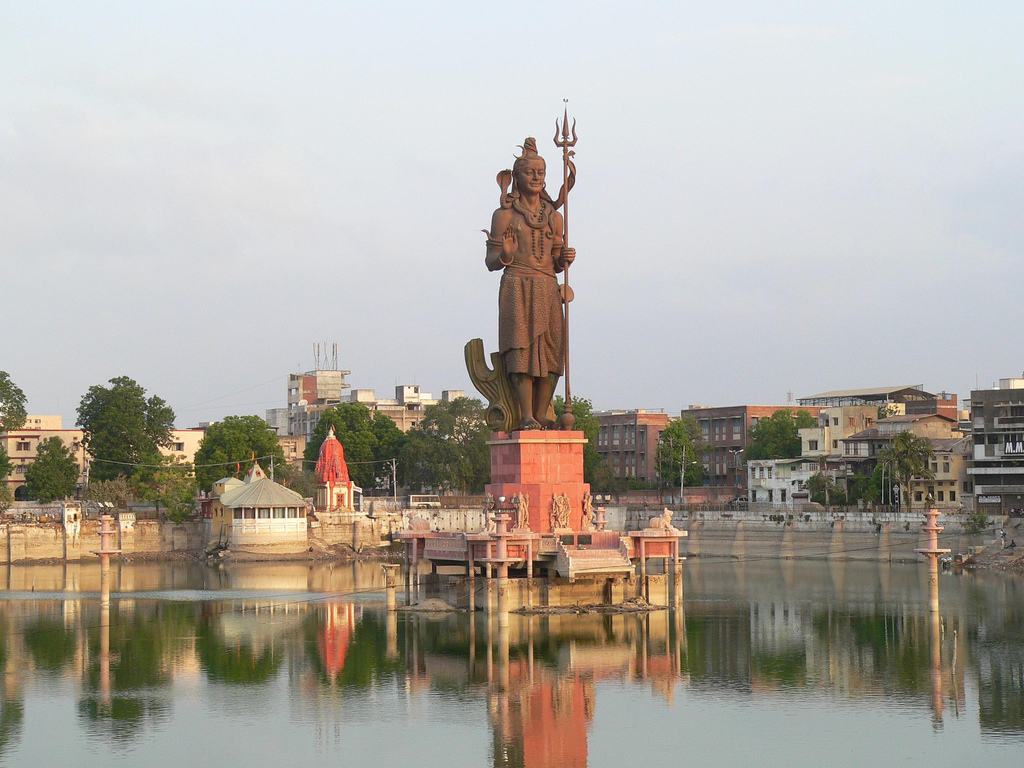
Shiva-Statue in Baroda

Vadodara liegt im Osten von Gujarat. Die angrenzenden Distrikte sind Panchmahal im Norden, Anand und Kheda im Westen, Bharuch und Narmada im Süden, sowie Chhota Udaipur im Osten. Wichtigste Flüsse sind der Mahi und der Narmada. Ersterer markiert die Nordwestgrenze des Distrikts und letzterer die Südgrenze.
Vadodara gehört physiogeographisch im Allgemeinen zur größeren Gujarat-Ebene. Im westlichen und südlichen Abschnitt bilden der Doab von Narmada und Mahi eine Ebene mit einer Höhe von 20 bis 80 Metern über den Meeresspiegel. Entlang der Flüsse Mahi, Vishwamitri, Dhadahar und Orsang gibt es einige lineare Abschnitte mit Schluchtenlandschaften und typischen, erosionsbedingten Rinnenbildungen in weichem Schwemmland. Die Ufer des Mahi weisen hohe, senkrechte Klippen von 10 bis 25 m Höhe auf, meist am linken Ufer, und ebenso weist das rechte Ufer des Narmada hohe, 10 bis 20 m hohe Klippen auf.
Der Distrikt Vadodara liegt südlich des Wendekreises des Krebses und damit nach herkömmlicher Definition in den Tropen. Er liegt in der Übergangszone zwischen den regenreichen Gebieten Süd-Gujarats und den Trockengebieten der Ebenen Nord-Gujarats. Das Klima ist subtropisch mit mäßiger Luftfeuchtigkeit. Die drei Jahreszeiten sind die Monsunzeit von Mitte Juni bis Oktober, der Winter von November bis Februar und der Sommer von März bis Juni. Ab dem März steigen die Temperaturen an und erreichen in einigen Teilen des Distrikts Höchstwerte von bis zu 41 °C. Der Januar ist der kälteste Monat des Jahres. Der Jahresniederschlag liegt bei ungefähr 923 mm und ereignet sich fast ausschließlich in der Monsunzeit.

## Geschichte

Distrikt Distrikt Vadodara im Jahr 2011. 2013 wurde aus den fünf östlichen Taluks der neue Distrikt Chhota Udepur gebildet

Zur britischen Kolonialzeit war der Distrikt das Zentrum des Fürstenstaates Baroda, der in der Zerfallsperiode des Mogulreiches in der ersten Hälfte des 18. Jahrhunderts entstanden war. Das Fürstenhaus Gaekwad herrschte hier bis Unabhängigkeit Indiens 1947. Der bedeutendste Vertreter der Dynastie war Maharaja Sayajirao Gaekwad III., der von 1875 bis 1939 regierte und mit fortschrittlichen Reformen versuchte, sein Fürstentum zu modernisieren (Einführung der allgemeinen Schulpflicht, Wirtschaftsreformen etc.).
Im Jahr 2013 wurde aus den fünf östlichen Taluks von Vadodara der neue Distrikt Chhota Udepur gebildet. Die Fläche des Distrikts reduzierte sich dadurch von 7.546 auf ungefähr 4110 km² (hier kursieren verschiedene Zahlenangaben).

## Bevölkerung
Seit der Abspaltung des Distrikts Chhota Udepur fand bisher (Stand 2025) keine neue Volkszählung statt (die eigentlich für 2021 vorgesehene Volkszählung musste aufgrund der COVID-19-Pandemie verschoben werden). Daher sind keine detaillierten demographischen Daten für den Distrikt in seinen neuen Grenzen verfügbar. Vor der Abspaltung Chhota Udepurs hatte Vadodara bei der Volkszählung 2011 4.165.626 Einwohner und danach rein rechnerisch 3.093.795 (Einwohnerstand 2011).

## Verwaltungsgliederung
Im Jahr 2025 war der Distrikt in 12 Talukas untergliedert: Savli, Vadodara-Rural, Waghodia, Dabhoi, Padra, Karjan, Shinor, Desar, Vadodara City-East, Vadodara City-West, Vadodara City-North und Vadodara City-South.